# Judit Temes
Judit Temes (10 de octubre de 1930 – 11 de agosto de 2013) fue una nadadora húngara y campeona olímpica.
Temes, era judía, nació en Sopron.
Compitió en los Juegos Olímpicos de 1952 en Helsinki, donde recibió una medalla de bronce en 100 m estilo libre, y una medalla de oro en los 4 × 100 m estilo libre de relevo.